# (1729) Beryl
Pour les articles homonymes, voir Béryl (homonymie).
(1729) Beryl est un astéroïde de la ceinture principale, découvert le 19 septembre 1953 à l'observatoire Goethe Link près de Brooklyn, dans l'Indiana.